# The Roots of National Socialism
The Roots of National Socialism è un libro storico di Rohan Butler, pubblicato a Londra nel 1941 dall'editore Faber and Faber. Il testo è ambientato nella Germania del periodo che va dal 1783 al 1933, nel tentativo di ricostruire la storia delle idee che condussero alla nascita dell'ideologia nazionalsocialista.

## Storia editoriale
- 1941: Faber and Faber, Londra, volume unico di 310 pagine;
- 1942: E. P. Dutton & co., New York;
- 1968: H. Fertig, New York;
- 1985: Augustan Reprint Society, New York.